# Alexis Joseph Pérignon
Pour les articles homonymes, voir Pérignon.
Alexis Joseph Pérignon, né le 15 mars 1808 à Paris , où il est mort (dans le 9e arrondissement) le 23 mars 1882, est un peintre français.

## Biographie
Alexis Joseph Pérignon est le fils du peintre Alexis-Nicolas Pérignon, dit « Pérignon le jeune » (1783-1864) et de Marie Joseph Clément Louise Paillet. Son père, était spécialisé dans la peinture de genre et d'histoire et exposa à Paris de 1814 à 1850. Son grand-père est Alexis-Nicolas Pérignon, dit l'ancien.
Alexis Joseph Pérignon débuta chez son père avant de rejoindre l'atelier de Antoine-Jean Gros où il acheva son apprentissage, avant de s'installer comme restaurateur de peintures anciennes. Peintre de scènes de genre et de chevaux, il peint également des sujets orientalistes. Il expose à Paris au Salon de 1834 à 1881 obtenant une médaille de troisième classe en 1836, une de deuxième classe en 1838 et une de première classe en 1844. Son talent de portraitiste, travaillant dans l'esprit d'Ingres, est très vite reconnu. Il sait faire ressortir la personnalité de ses modèles tout en reprenant les normes du portrait classique. L'aristocratie française et étrangère se fait portraiturer dans ses ateliers, assurant ainsi sa fortune. Il est l'ami du baron Larrey. Il travaille pendant deux ans (1852-1853) à Saint-Pétersbourg. Puis en 1856, il devient simultanément directeur de l'École des beaux-arts de Dijon ainsi que du musée des beaux-arts de Dijon jusqu'à sa démission en 1859.  Il est fait chevalier de la Légion d’honneur en 1856 (officier en 1870).

## Collections publiques
- Portrait du docteur Double (1839), Montauban, musée Ingres[6]
- Autoportrait (1846), Dijon, musée Magnin[7]
- Portrait de Théodore-Constant Leray (1850), musée des beaux-arts de Nantes[8]
- La reine Marie-Antoinette ramassant les pinceaux d'Elisabeth Vigée Le Brun, 1784 (1859), La Nouvelle-Orléans, New Orleans Museum of Art[9]
- Portrait de Madame Arnould-Plessis (1865), musée des beaux-arts de Bordeaux[10]
- Hortense Schneider dans le rôle de la Folie (1868), château de Compiègne, musée du Second Empire[11]
- André Schneider, fils d'Hortense Schneider (1870), château de Compiègne, musée du Second Empire[12]
- Portrait de la mère d'Hortense Schneider (1873), château de Compiègne, musée du Second Empire[13]
- Hortense Schneider dans le rôle de Boulotte (1874), château de Compiègne, musée du Second Empire[14]
- Portrait de Mlle H. Schneider, artiste dramatique, dans le rôle de la grande-duchesse de Gérolstein (1874), château de Compiègne, musée du Second Empire[15]
- Portrait du violoniste Eugène Sauzay (1879), musée des beaux-arts de Libourne[16]
- Sainte Cécile, huile sur toile, 130 x 100 cm, Dijon, musée des beaux-arts de Dijon
- Portrait de Marietta Alboni, cantatrice, Paris, musée Carnavalet
- Portrait de Madame Garnier, Le Mans, musée de Tessé[17]
- Madame de Blanzay, Taïwan, Chi Mei Museum

Œuvres d'Alexis Joseph Pérignon
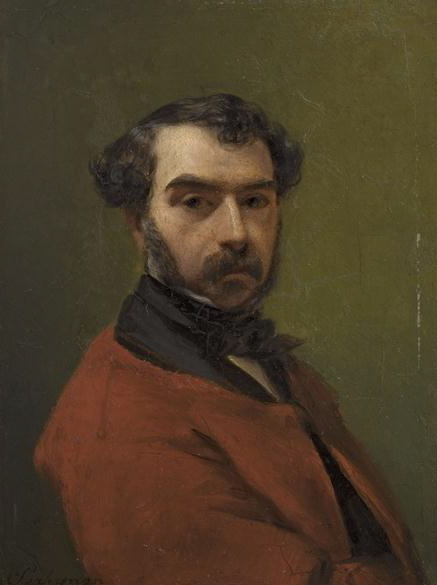
Autoportrait (1846), Dijon, musée Magnin.
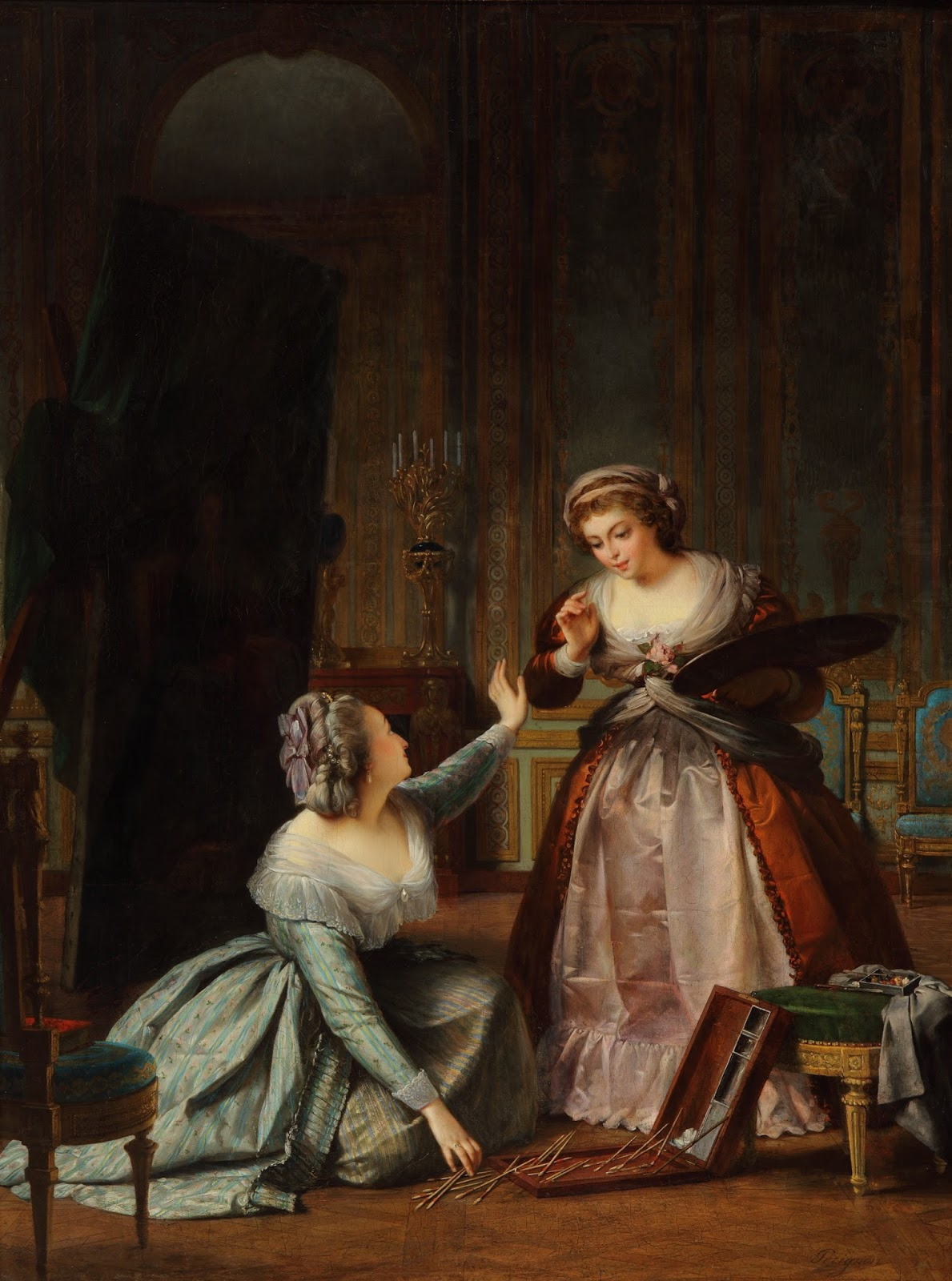
La reine Marie-Antoinette ramassant les pinceaux d'Elisabeth Vigée Le Brun, 1784 (1859), La Nouvelle-Orléans, New Orleans Museum of Art
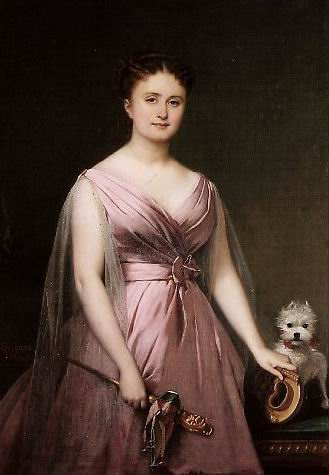
Hortense Schneider dans le rôle de la Folie (1868), château de Compiègne, musée du Second Empire.
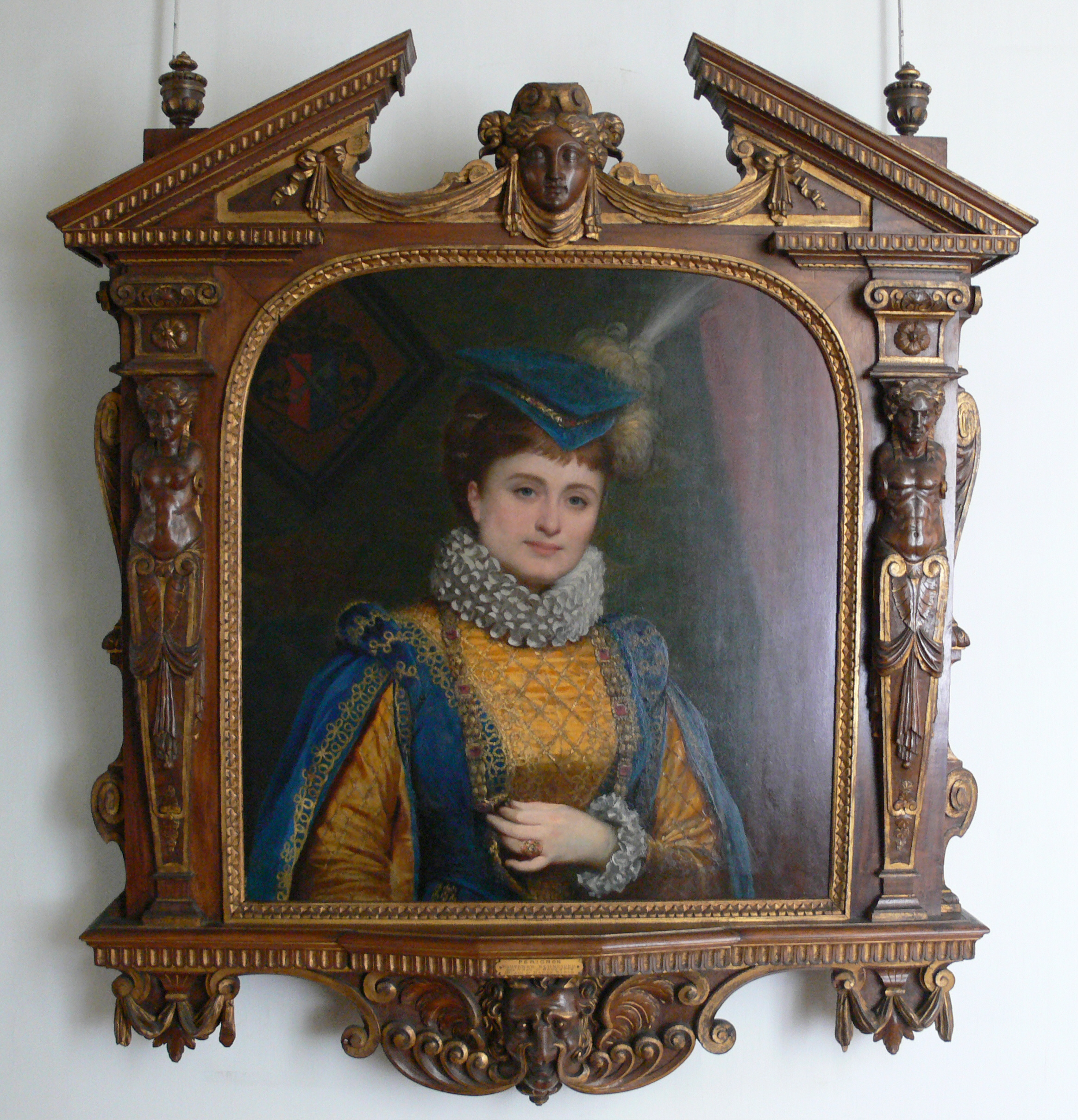
Hortense Schneider dans le rôle de Boulotte (1874), château de Compiègne, musée du Second Empire.